# 亚历山大·图尔钦
亞歷山大·亨里霍維奇·圖爾欽（1975年7月2日—），白俄羅斯政治人物，自2025年3月10日起擔任白俄羅斯第11任總理。他曾於2019年12月3日擔任明斯克州執行委員會主席，並於2018年至2019年擔任白俄羅斯第一副總理。

## 生平
他於1975年7月2日出生於新格魯多克。他的母親是一名醫務人員，父親是一名學校物理老師。後來，亨里克·斯坦尼斯拉沃維奇多年來一直擔任新格魯多克市委組織部部長，後來又擔任區執行委員會事務經理。
1992年，亞歷山大·圖爾欽進入莫吉廖夫機械製造學院學習，但三年後退學。之後，從1995年到1997年的兩年間，他在格羅多克地區的新格魯多克就業中心登記失業。他沒有參軍。
亞歷山大·圖爾欽在父親工作的諾沃格魯多克區執行委員會擔任警衛 7 個月。 1997 年，他的父親透過熟人為他安排了一份工作，在諾沃格魯多克區 Avangard 集體農場的一家雜貨店擔任經理。 隨後，他擔任諾沃格魯多克區國家稅務委員會監察局的國家稅務監察員，以及白俄羅斯共和國財政部格羅多克區監察和審計部門的首席控制審計員。
2002年畢業於白俄羅斯國立經濟大學，2009年畢業於公共管理學院。
2004年至2010年，他先後擔任格羅德諾州科列里奇區執行委員會財務部部長和副主席。 2010年，他被任命為明斯克州執行委員會經濟委員會主席。
2012年11月16日，被任命為明斯克州執行委員會副主席。 2015年6月25日，被任命為白俄羅斯共和國總統助理兼戈梅利州總督察。 2016年9月16日，被任命為白俄羅斯共和國部長會議辦公室主任。
2017 年 10 月 10 日，他被任命為白俄羅斯共和國總統諮詢機構企業發展委員會主席。 自 2018 年 2 月 1 日起，他擔任白俄羅斯共和國總統駐戈梅利地區專員。
2018年8月18日，被任命為白俄羅斯共和國第一副總理。 2018年11月21日，根據第456號法令，他被任命為白俄羅斯共和國部長會議辦公室代理主任。
2019年11月29日，亞歷山大·盧卡申科在會議上決定，任命白俄羅斯第一副總理亞歷山大·圖爾欽為明斯克州州長，接替阿納托利·伊薩琴科。圖爾欽本人的職位將由經濟部長德米特里·克魯托伊接替。 亞歷山大·盧卡申科解釋說，明斯克州領導層的變動並非由於人事問題：現任州長阿納托利·伊薩琴科因健康原因離職。總統指出，伊薩琴科在擔任州長期間表現出色，因此即使他調任，也將繼續負責該地區事務。根據2019年12月3日第433號白俄羅斯共和國總統令，他被任命為明斯克州執行委員會主席。
2019 年 12 月 4 日，地區代表委員會舉行第 22 次特別會議，批准亞歷山大·圖爾欽擔任明斯克地區執行委員會主席。
2020 年 12 月 17 日，圖爾欽受到歐盟制裁。 阿爾巴尼亞、冰島、列支敦士登、蒙特內哥羅、北馬其頓、挪威和瑞士均贊同這些制裁。 自 2021 年 2 月 18 日起，圖爾欽仍被禁止進入英國。
2025年3月10日，根據白俄羅斯總統亞歷山大·盧卡申科的命令，他被任命為白俄羅斯總理。
他與因娜（Inna）結婚，並育有一女達裡亞（Darya）。

## 備註
1. ↑  白俄羅斯語：，羅馬化：Alyaksandr Henrykhavich Turchyn
俄語：，羅馬化：Aleksandr Genrikhovich Turchin